# Holger Senzel
Holger Senzel (* 1959 in Gießen) ist ein deutscher Hörfunkjournalist. Seit April 2016 ist er für den NDR als ARD-Korrespondent für Südostasien tätig.

## Leben
Holger Senzel beendete ein Jahr vor dem Abitur die Schule in Gießen, um bei der Waldeckischen Landeszeitung ein Volontariat anzutreten. Mit 21 Jahren wechselte er zum Hessischen Rundfunk und arbeitete dort als freier Journalist. 1984 erhielt er den Kurt-Magnus-Preis für junge Radiojournalisten. Er arbeitete als Chefreporter bei der Rundfunk-Nachrichtenagentur (RUFA) in Bonn und berichtete u. a. über Krisen, wie die Kriege am Golf, auf dem Balkan und in Ruanda. 1992 wurde er Wortchef von NDR 2 in Hamburg.
Über seine persönlichen Erfahrungen schrieb er im Sachbuch „Arschtritt“: Mein Weg aus der Depression zurück ins Leben. Drei Jahre später wurde er Korrespondent im NDR/WDR-Hörfunkstudio in London und heiratete seine Kollegin Lena Bodewein. Nach seiner Rückkehr wurde er 2010 verantwortlicher Redakteur für die Auslandsberichterstattung bei NDR Info.
Seit April 2016 sind Lena Bodewein und Holger Senzel ARD-Hörfunkkorrespondenten für Südostasien mit Standort in Singapur. 2019 wurde Senzel für eine Reportage aus dem Erdbebengebiet in Indonesien mit dem Deutschen Radiopreis in der Kategorie Beste Reportage ausgezeichnet.

## Bücher
- „Arschtritt“: Mein Weg aus der Depression zurück ins Leben. Südwest, München 2011, ISBN 978-3-517-08653-8.
- Liebe Deine Nächste: Von Beziehungspfusch und anderen Baustellen. Südwest, München 2012, ISBN 978-3-517-08807-5.
- Später Zeuge. Roman. Nagel & Kimche, Zürich 2020, ISBN 978-3-312-01167-4